# Replay (canção de Tamta)
"Replay" é uma canção interpretada pela cantora Tamta. O título da música assim que a artista foram revelados em 21 de dezembro de 2018 pela CyBC. A música foi escrita por Alex P. Uma prévia da música foi publicada em 24 de fevereiro de 2019.

## Festival Eurovisão da Canção
A música representará o Chipre no Festival Eurovisão da Canção 2019, depois da seleção internat de Tamta pela emissora cipriota.

## Desempenho nas paradas
| Paradas (2019) | Melhor posição |
| -------------- | -------------- |
| IFPI Grécia    | 2              |